# Pudong Avenue
Pudong Avenue (浦东大道; Pinyin: Pǔdōng Dàdào) is een station van de metro van Shanghai in het district Pudong. Het station wordt bediend door lijn 4 en lijn 14.
Het ondergronds station ligt aan de kruising van Dongfang Road en Pudong Avenue in het uiterste westen van Pudong. Het station is van op straatniveau bereikbaar via drie verschillende ingangen. Het station heeft voor lijn 4 een eilandperron tussen de twee sporen van de lijn.
Het metrostation van Pudong Avenue werd op 31 december 2005 ingehuldigd. Sinds 30 december 2021 wordt het station ook bediend door de dan nieuw geopende lijn 14.
← Yishan Road · Shanghai Indoor Stadium · Shanghai Stadium · Dong'an Road · Damuqiao Road · Luban Road · South Xizang Road · Nanpu Bridge · Tangqiao · Lancun Road · Pudian Road · Century Avenue · Pudong Avenue · Yangshupu Road · Dalian Road · Linping Road · Hailun Road · Baoshan Road · Station Shanghai · Zhongtan Road · Zhenping Road · Caoyang Road · Jinshajiang Road · Zhongshan Park · West Yan'an Road · Hongqiao Road → 

Lijnen van de metro van Shanghai: 1 · 2 · 3 · 4 · 5 · 6 · 7 · 8 · 9 · 10 · 11 · 12 · 13 · 14 · 15 · 16 · 17 · 18 · Pujiang Line